# Jacques Hôte
Pour les articles homonymes, voir Hôte.
 (octobre 2014).
Si vous disposez d'ouvrages ou d'articles de référence ou si vous connaissez des sites web de qualité traitant du thème abordé ici, merci de compléter l'article en donnant les références utiles à sa vérifiabilité et en les liant à la section « Notes et références ».
Jacques Hôte (1939-1986,) est un peintre, dessinateur et sculpteur belge.

## Biographie
Cadet d'une famille nombreuse, homme de grande culture, il fut un mélomane accompli ; un grand nombre de croquis d'instrumentistes atteste de son engouement pour la musique. D'autres se font la traduction d'atmosphères de guinguettes, dans lesquelles ses personnages s'enlacent en tournoyant. Une autre partie de son travail est consacrée au folklore.
L'œuvre de Jacques Hôte se compose essentiellement de représentations féminines. Généralement, les femmes de ses œuvres sont amples et d'une grande volupté. Il réalise une très grande quantité de nus. Son œuvre est parsemée de visages et de scènes énigmatiques.
Il exécute de nombreux portraits de peintres de son époque. Ses œuvres au fusain sont agrémentées de légères et subtiles touches de pastel, celles-ci ajoutant encore au mystère de ses personnages. Il est également l'auteur de nombreuses sculptures en bois.
Il fut élève à l'Académie royale des beaux-arts de Bruxelles chez L. Devos. Dessinateur émérite, il reçoit entre autres le Prix de la Vocation (Fondation belge de la vocation - Reine Fabiola), le Prix de la Maîtrise de Bruxelles...
Ses œuvres font partie de la collection de l'État, de la province du Brabant, du Musée des estampes de Bruxelles et de différentes collections privées, tant en Europe qu'aux États-Unis.
Il expose à partir de 1959, alors âgé de vingt ans. En 1965, il est salué par la critique pour son exposition à la Galerie d'Egmont.
Marié une première fois, il rencontre ensuite Marie Laroche. Un fils naît de leur amour, Sébastien Laroche, également peintre et dessinateur.

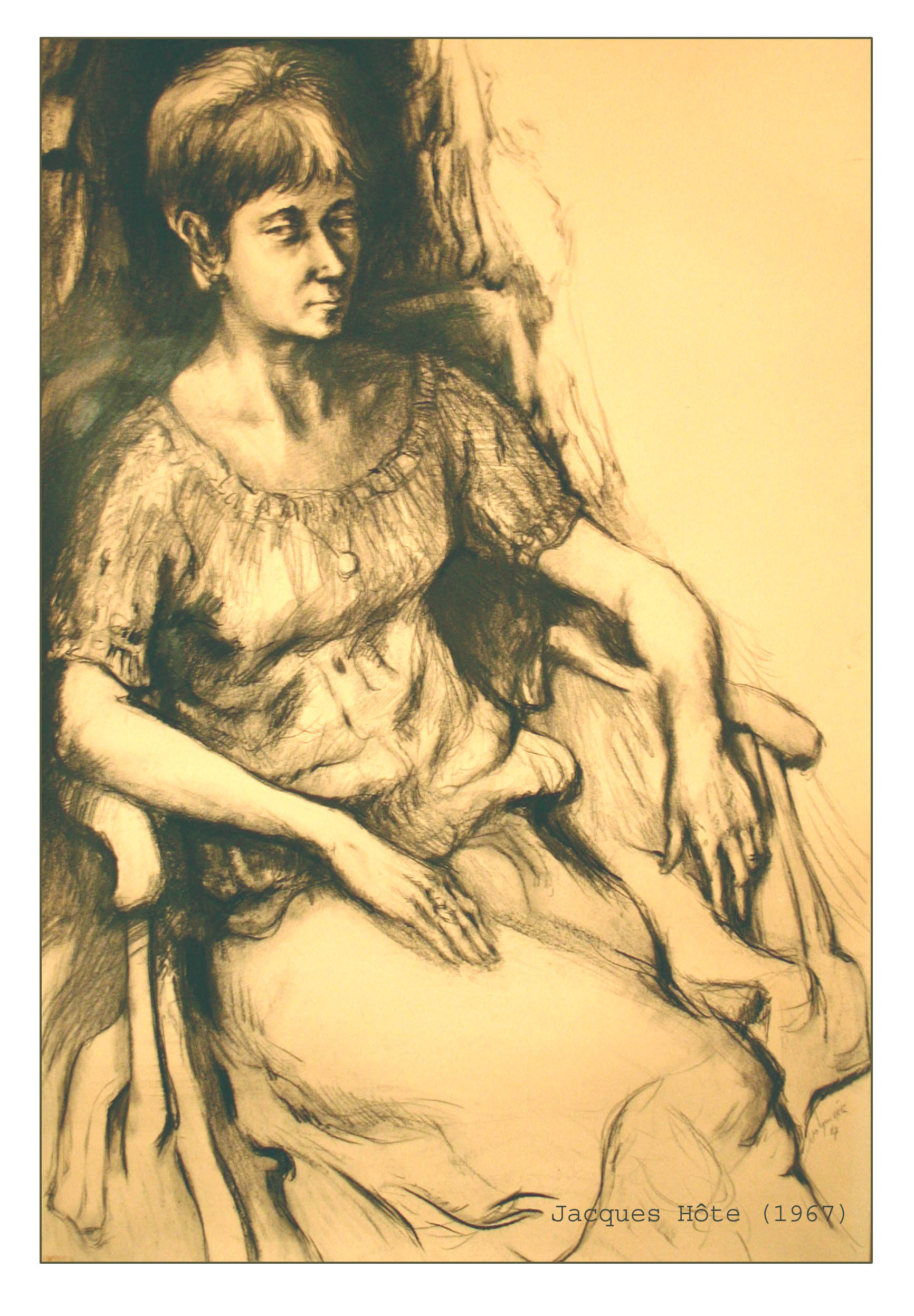
Portrait. J.Hôte. (1967)

Fréquentant de nombreux estaminets bruxellois, comme le "Café des artistes" ou "La feuille en papier doré" (lieu incontournable des poètes, de l'avant-garde et des surréalistes belges), il y trouve les figurants de ses tableaux. 
Son œuvre oscille entre un imaginaire aérien et transcendant, et une humanité populaire, bonhomme, affairée à sa besogne...
Ami des peintres, sculpteurs, aquafortistes et graveurs Arié Mandelbaum, Jean-Marie Abel, Pierre Lucien Crasson (1938 - 2005), Michel Dutrieu, Georges Meurant, Paul Timper (cercle Mouvement Réaliste, élève lui aussi de L. Devos et Roger Somville / Très belle encre de "P. Timper en train de peindre" par J. Hôte au Musée des estampes de Bruxelles); contemporain de Jo Henrion, de Marco Magis ou encore du cinéaste et grand ami Jean Harlez, son atelier de la rue Franklin fut un rendez-vous d'artistes de tous bords (aujourd'hui transformé en haut lieu de la gastronomie bruxelloise et qui conserve encore le nom de "L'Atelier"). 
Participant du mouvement des nouveaux figuratifs, il se laisse souvent aller à une prose surréaliste : ...n'oublions pas que c'est le week-end et que, par une étrange coïncidence, ces deux journées de repos correspondent aux deux jours de pluie de la semaine. Oui, on devrait décaler le siècle de deux jours ; il pleuvrait le jeudi et le vendredi ou le lundi-mardi, au choix des nouveaux réformateurs du calendrier coordonné aux précipitations... (24 juillet 1970).
De santé fragile, et souffrant d'une maladie depuis de nombreuses années, il décède à Bruxelles en 1986, laissant une abondante collection de dessins à la mine de plomb, à l'encre et une quantité d'œuvres en lithographie.

## Œuvres
- Esope et sa concubine, 1970[6],[7]

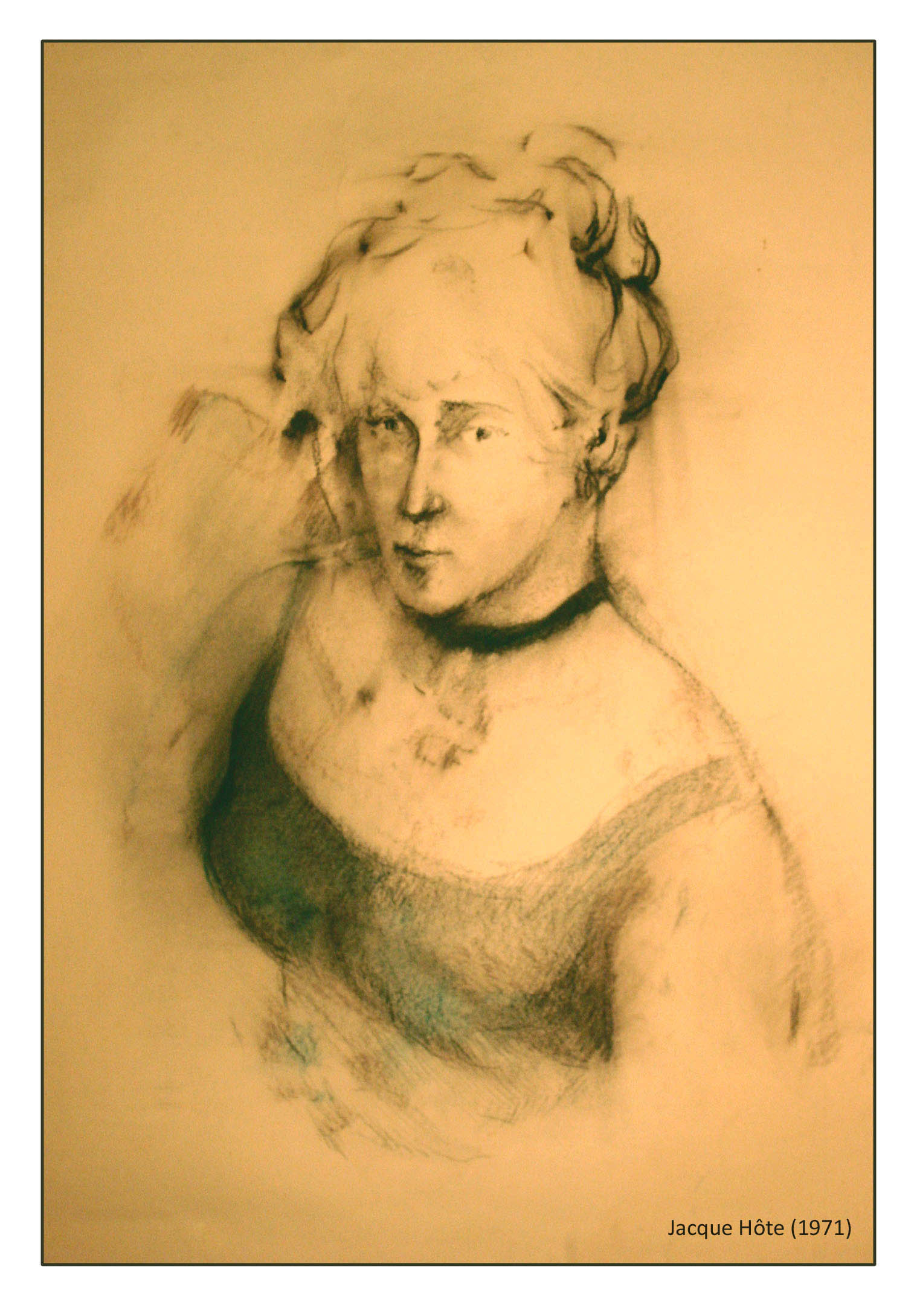
Fusain. J.Hôte. (1971)

- Complicité, une pastelle sur papier[8],[9]
- un fusain de 1966 mesurant 55 x 95 cm[10]